# Čeněk Hajda
Čeněk Hajda (rodným Vincenc Hajda, 26. června 1892 Malenovice – 5. února 1944 Kassel) byl československý legionář, důstojník a protinacistický odbojář.

## Život

### Před první světovou válkou
Čeněk Hajda se narodil 26. června 1892 v Malenovicích u Zlína v rodině učitele Ignáce Hajdy a Emilie, rozené Schneiderové. Jeho domovskou obcí byl Jarošov u Uherského Hradiště. V roce 1911 dokončil studium na stavebním oddělení vyšší průmyslové školy v Brně. Pracovat začal jako příručí, od roku 1913 jako stavební technik v Uherském Hradišti. Byl členem Sokola.

### První světová válka
Po vypuknutí první světové války byl Čeněk Hajda v roce 1914 povolán do c. a k. armády a odeslán jako příslušník 25. zeměbraneckého pěšího pluku na ruskou frontu, kde 17. září 1915 padl v hodnosti poručíka u Cumaně do zajetí. Do bojů proti Rakousku-Uhersku se zapojil 20. srpna 1916 v řadách Srbské legie. Ke dni 10. března 1917 přešel k Československým legiím v Rusku. Na pozici velitele roty se zúčastnil bitvy u Zborova, kde vedl úderný oddíl. Mezi lety 1917 a 1918 absolvoval školu rotních a praporních velitelů, poté zastával několik velitelských funkcí a kariérně stoupal. Prošel Sibiřskou anabází a své působení v legiích zakončil ve funkci zástupce generálního inspektora československého vojska se sídlem ve Vladivostoku. Do Československa se vrátil v roce 1920 v hodnosti majora.

### Mezi světovými válkami
Po návratu do Československa pokračoval Čeněk Hajda v armádní službě. Mezi lety 1920 a 1921 studoval na Válečné škole. Jeho prvním působištěm byl Cheb, okolo roku 1924 pak v Banské Bystrici. Na vrcholu kariéry velel Pěšímu pluku 6 v Olomouci, kde byl i členem místní tělovýchovné jednoty. Dosáhl hodnosti plukovníka.

### Druhá světová válka
Po německé okupaci v březnu 1939 se Čeněk Hajda zapojil do protinacistického odboje v řadách Obrany národa. Za svou činnost byl 24. září 1940 zatčen gestapem. Dne 5. února 1944 zemřel ve věznici ve čtvrti Wehlheiden v Kasselu.

## Posmrtná ocenění
- Čeněk Hajda byl v roce 1947 in memoriam povýšen do hodnosti brigádního generála

## Rodina
V roce 1924 se Čeněk Hajda v Uherském Hradišti oženil s Annou Wagnerovou. Jeho mladší bratr Vojtěch Hajda byl rovněž československým legionářem v Rusku, poté vojákem z povolání a během druhé světové války příslušníkem Obrany národa na brněnsku. Bratrem jeho ženy Anny byl chemik a vysokoškolský pedagog prof. Ing. Dr. Alois Wagner, DrSc.